# Nouilhan
Nouilhan est une commune française située dans le nord du département des Hautes-Pyrénées, en région Occitanie.
Sur le plan historique et culturel, la commune est dans l’ancien comté de Bigorre, comté historique des Pyrénées françaises et de Gascogne. Exposée à un climat de montagne, elle est drainée par l'Échez et par divers autres petits cours d'eau. La commune possède un patrimoine naturel remarquable composé d'une zone naturelle d'intérêt écologique, faunistique et floristique.
Nouilhan est une commune rurale qui compte 230 habitants en 2022. Elle fait partie de l'aire d'attraction de Tarbes. Ses habitants sont appelés les Nouilhanais ou  Nouilhanaises.

## Géographie

### Localisation
La commune de Nouilhan se trouve dans le département des Hautes-Pyrénées, en région Occitanie.
Elle se situe à 22 km à vol d'oiseau de Tarbes, préfecture du département, et à 4 km de Vic-en-Bigorre, bureau centralisateur du canton de Vic-en-Bigorre dont dépend la commune depuis 2015 pour les élections départementales.
La commune fait en outre partie du bassin de vie de Vic-en-Bigorre.
Les communes les plus proches sont : 
Caixon (1,8 km), Larreule (3,0 km), Gensac (3,8 km), Artagnan (3,8 km), Lafitole (3,9 km), Vic-en-Bigorre (4,4 km), Monségur (4,4 km), Labatut (4,8 km).
Sur le plan historique et culturel, Nouilhan fait partie de l’ancien comté de Bigorre, comté historique des Pyrénées françaises et de Gascogne créé au IXe siècle puis rattaché au domaine royal en 1302, inclus ensuite au comté de Foix en 1425 puis une nouvelle fois rattaché au royaume de France en 1607. La commune est dans le pays de Tarbes et de la Haute Bigorre.
Nouilhan est limitrophe de cinq autres communes dont Lafitole  au nord-est par un simple quadripoint, aux  Aléas.
| Larreule | Maubourguet | Lafitole (par un quadripoint) |
|          | Nouilhan    |                               |
| Caixon   |             | Vic-en-Bigorre                |

### Géologie et relief
Nouilhan se situe au sud du Bassin aquitain, vaste région géologique sédimentaire du Sud-Ouest de la France, à proximité de la chaîne des Pyrénées dont les contreforts (le piémont pyrénéen) sont à environ 50 km au sud de la commune, et dans la vallée de l'Adour avant son inflexion vers l'Atlantique.

### Hydrographie
Elle est drainée par l'Échez, un bras de l'Echez et par divers petits cours d'eau, constituant un réseau hydrographique de 5 km de longueur totale,.
L'Échez, d'une longueur totale de 64,1 km, prend sa source dans la commune de Germs-sur-l'Oussouet et s'écoule vers le nord. Il traverse la commune et se jette dans l'Adour à Maubourguet, après avoir traversé 26 communes.

### Climat
Le climat est tempéré de type océanique, en raison de l'influence proche de l'océan Atlantique situé à peu près 150 km plus à l'ouest. La proximité des Pyrénées fait que la commune profite d'un effet de foehn, il peut aussi y neiger en hiver, même si cela reste inhabituel.
| Mois                              | jan.  | fév.  | mars  | avril | mai   | juin  | jui.  | août  | sep.  | oct.  | nov.  | déc.  | année   |
| --------------------------------- | ----- | ----- | ----- | ----- | ----- | ----- | ----- | ----- | ----- | ----- | ----- | ----- | ------- |
| Température minimale moyenne (°C) | 0,6   | 1,3   | 2,7   | 5,2   | 8,3   | 11,6  | 14,1  | 13,9  | 11,7  | 8     | 3,6   | 1,3   | 6,9     |
| Température moyenne (°C)          | 5,3   | 6,1   | 7,8   | 10    | 13,3  | 16,7  | 19,3  | 19    | 17,2  | 13,3  | 8,5   | 5,8   | 11,9    |
| Température maximale moyenne (°C) | 9,9   | 11    | 12,9  | 14,8  | 18,3  | 21,7  | 24,5  | 24    | 22,6  | 18,6  | 13,4  | 10,4  | 16,8    |
| Ensoleillement (h)                | 108,8 | 118,8 | 155,6 | 157,2 | 181,3 | 191,5 | 215,5 | 196,4 | 194,5 | 164,4 | 124,4 | 104,4 | 1 912,8 |
| Précipitations (mm)               | 112,8 | 97,5  | 100,2 | 105,7 | 113,6 | 80,7  | 57,3  | 70,3  | 71    | 85,2  | 93    | 112,1 | 1 099,4 |

### Milieux naturels et biodiversité

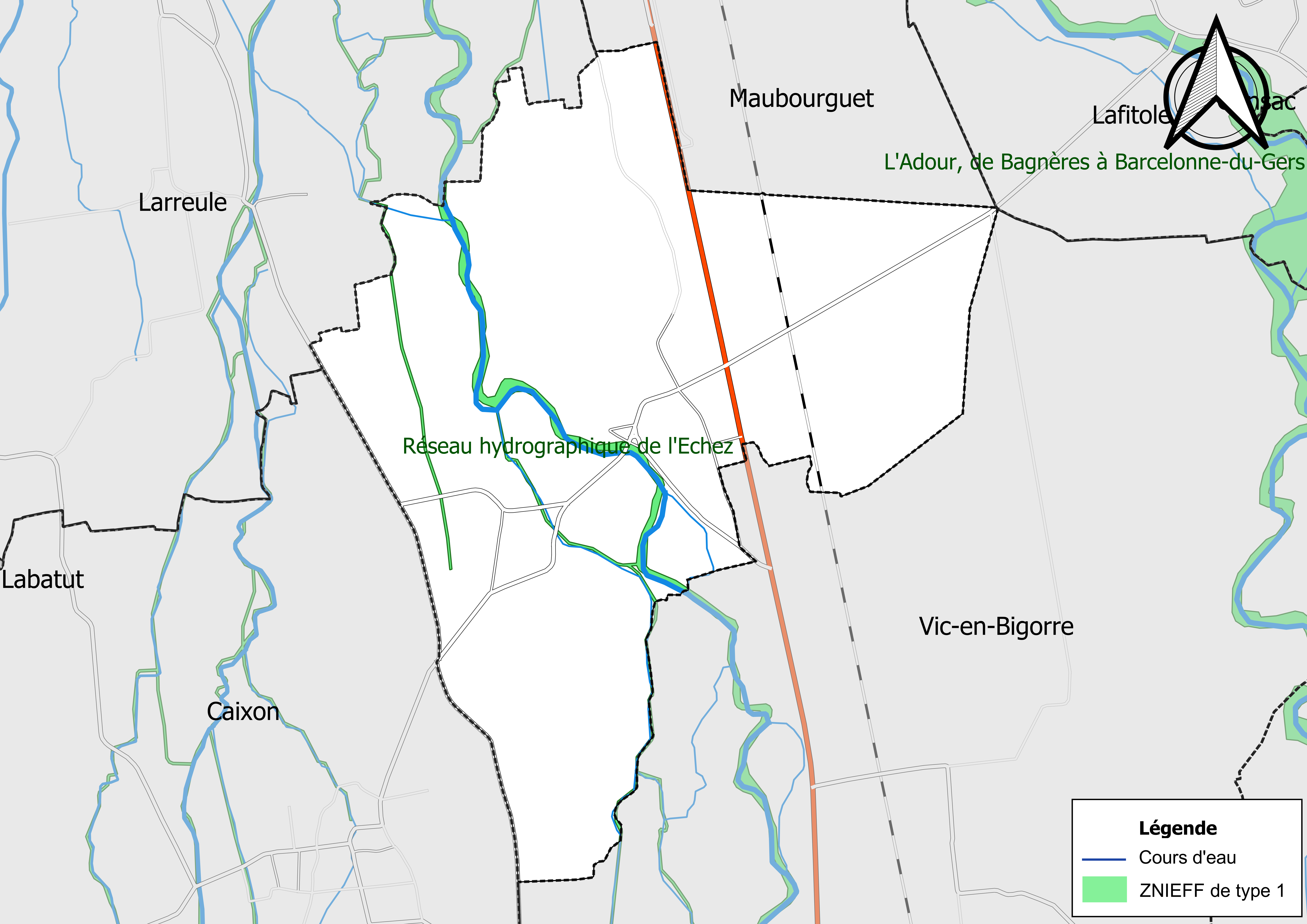
Carte de la ZNIEFF de type 1 localisée sur la commune.

L’inventaire des zones naturelles d'intérêt écologique, faunistique et floristique (ZNIEFF) a pour objectif de réaliser une couverture des zones les plus intéressantes sur le plan écologique, essentiellement dans la perspective d’améliorer la connaissance du patrimoine naturel national et de fournir aux différents décideurs un outil d’aide à la prise en compte de l’environnement dans l’aménagement du territoire.
Une ZNIEFF de type 1 est recensée sur la commune :
le « réseau hydrographique de l'Échez » (392 ha), couvrant 26 communes dont trois dans les Pyrénées-Atlantiques et 23 dans les Hautes-Pyrénées.

## Urbanisme

### Typologie
Au 1er janvier 2024, Nouilhan est catégorisée commune rurale à habitat dispersé, selon la nouvelle grille communale de densité à sept niveaux définie par l'Insee en 2022.
Elle est située hors unité urbaine. Par ailleurs la commune fait partie de l'aire d'attraction de Tarbes, dont elle est une commune de la couronne,. Cette aire, qui regroupe 153 communes, est catégorisée dans les aires de 50 000 à moins de 200 000 habitants,.

### Occupation des sols
L'occupation des sols de la commune, telle qu'elle ressort de la base de données européenne d’occupation biophysique des sols Corine Land Cover (CLC), est marquée par l'importance des territoires agricoles (66,2 % en 2018), en diminution par rapport à 1990 (70,6 %). La répartition détaillée en 2018 est la suivante : 
terres arables (49,5 %), forêts (23,1 %), zones agricoles hétérogènes (16,7 %), zones urbanisées (10,3 %), zones industrielles ou commerciales et réseaux de communication (0,4 %).
L'IGN met par ailleurs à disposition un outil en ligne permettant de comparer l’évolution dans le temps de l’occupation des sols de la commune (ou de territoires à des échelles différentes). Plusieurs époques sont accessibles sous forme de cartes ou photos aériennes : la carte de Cassini (XVIIIe siècle), la carte d'état-major (1820-1866) et la période actuelle (1950 à aujourd'hui).

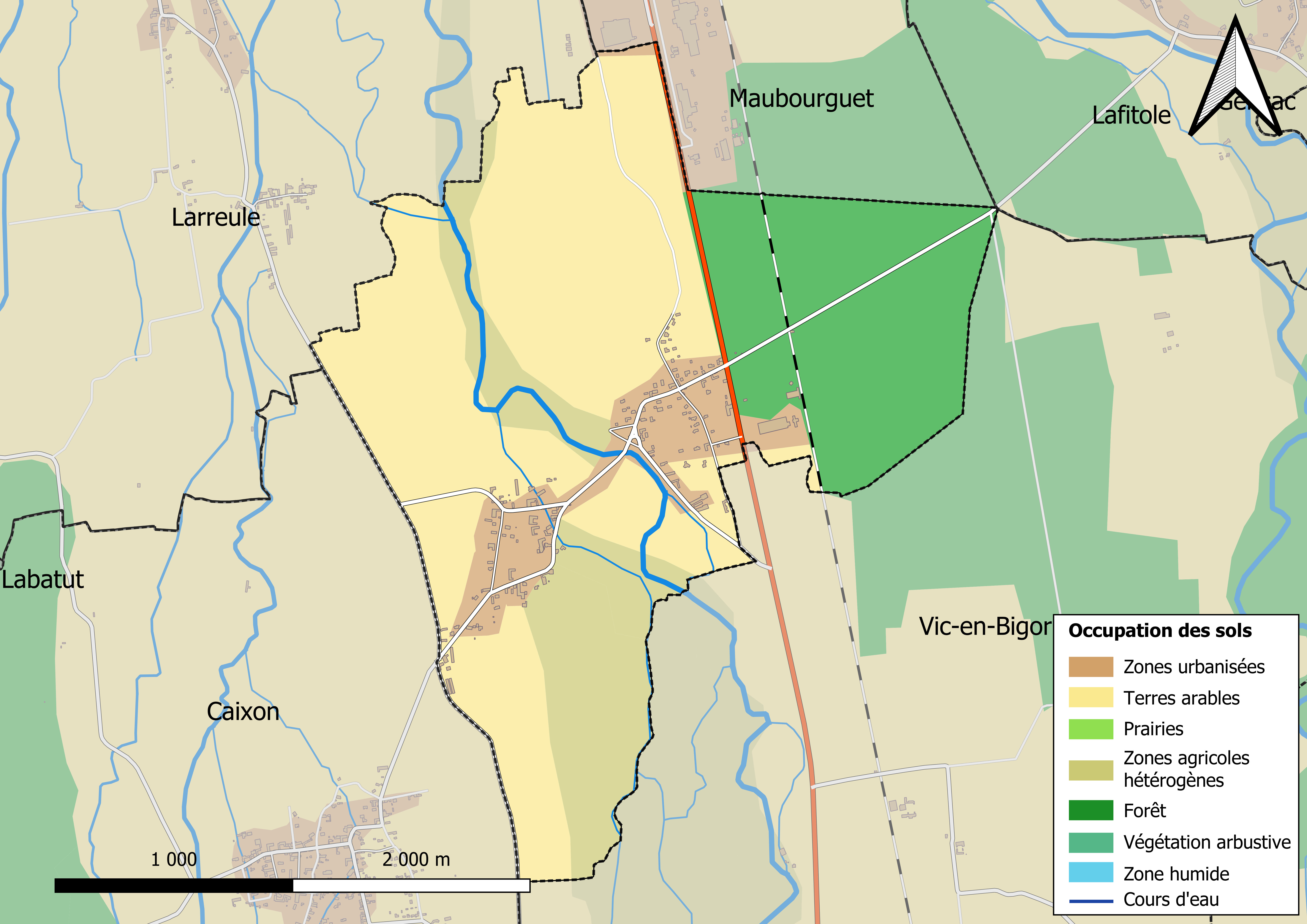
Carte des infrastructures et de l'occupation des sols en 2018 (CLC) de la commune.
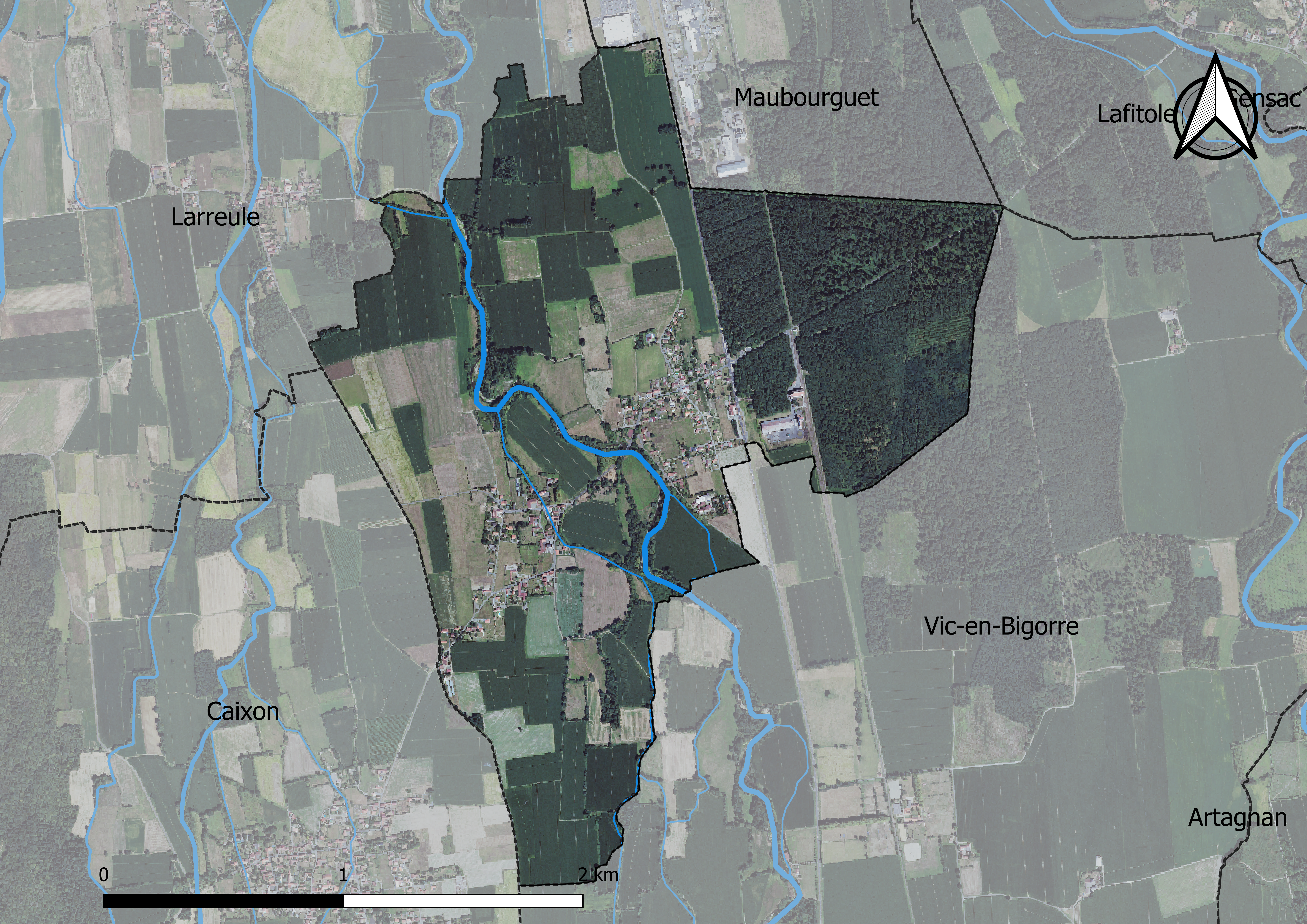
Carte orthophotogrammétrique de la commune.

### Morphologie urbaine
Le village s’organise, en deux quartiers distincts de part et d’autre de l’Échez.

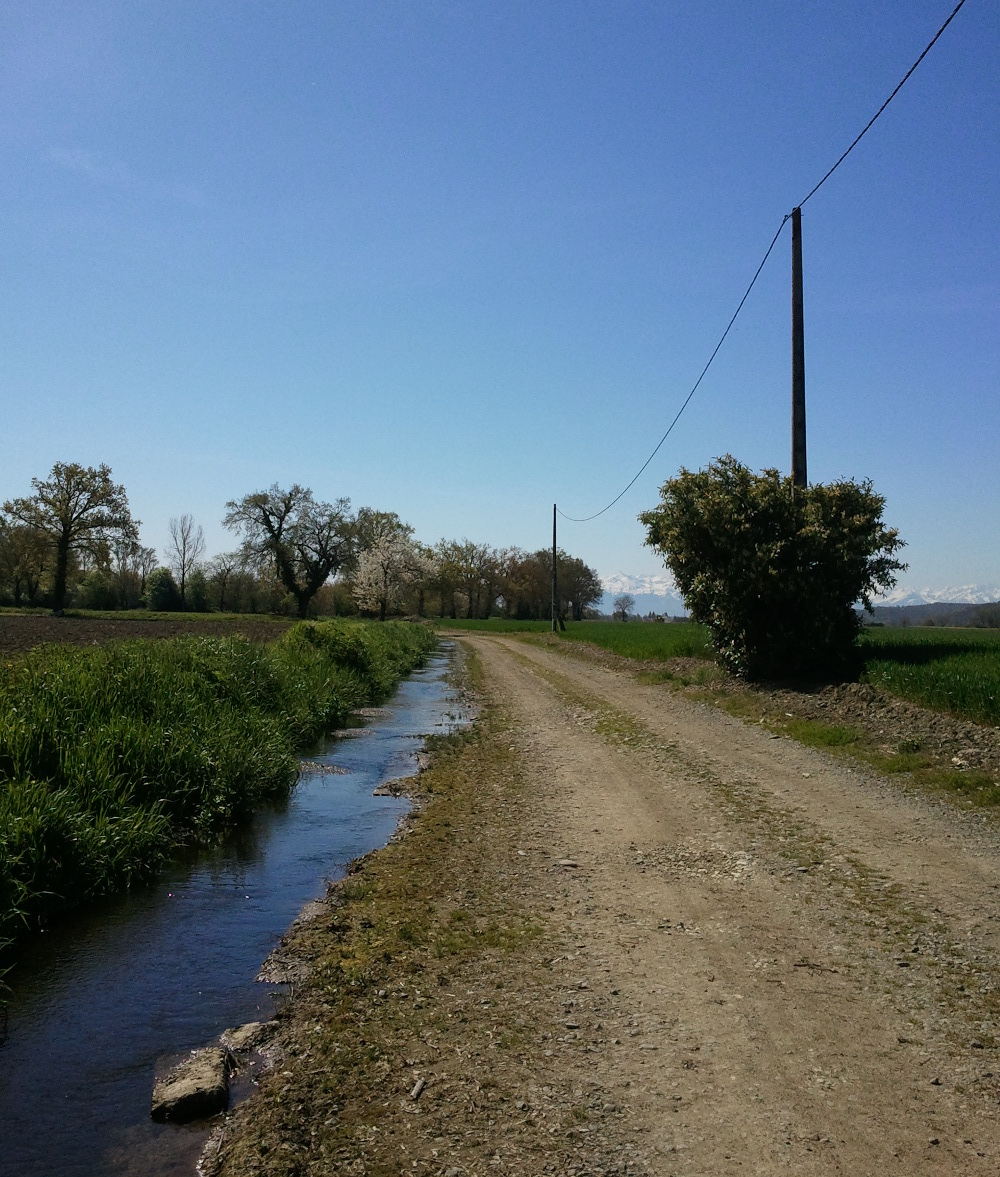
Chemin et petit canal en amont du lavoir.

### Logement
En 2009, le nombre total de logements dans la commune est de 98. Ces logements étaient répartis de la façon suivante : 86 résidences principales, 5 résidences secondaires et 7 logements vacants. Sur les 86 résidences principales, 75 étaient occupées par leurs propriétaires, soit environ 87 %.
En 2012, le nombre total de logements dans la commune est de 99.

Parmi ces logements, 88,0 % sont des résidences principales, 5,0 % des résidences secondaires et 7,0 % des logements vacants.

### Voies de communication et transports

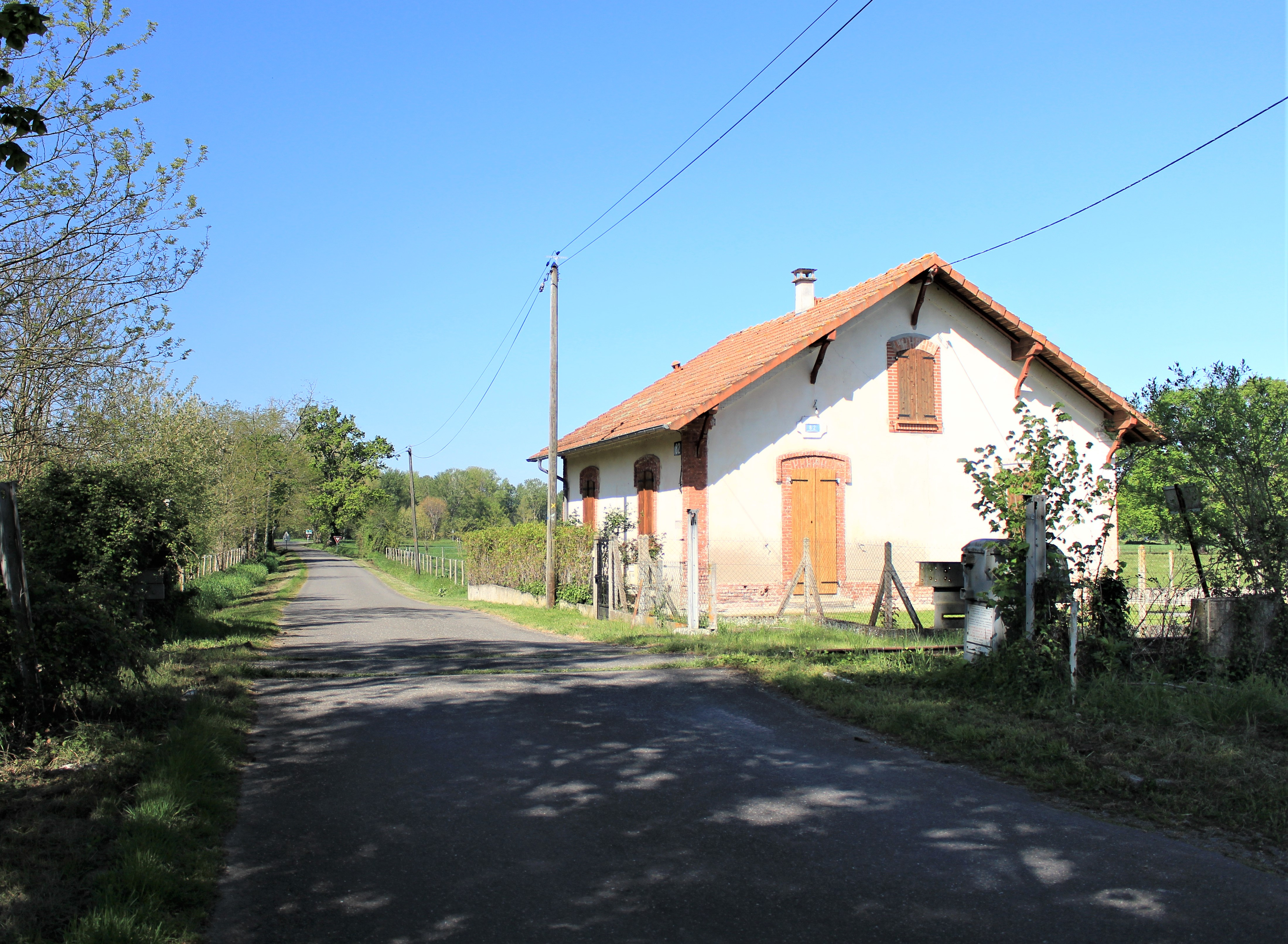
Le passage à niveau de Nouilhan sur la ligne de Morcenx à Bagnères-de-Bigorre.

Cette commune est desservie par  la route départementale D 935, et les routes départementales D 4, D 7 et D 56.

### Risques majeurs
Le territoire de la commune de Nouilhan est vulnérable à différents aléas naturels : météorologiques (tempête, orage, neige, grand froid, canicule ou sécheresse), inondations, mouvements de terrains et séisme (sismicité modérée). Il est également exposé à un risque technologique,  le transport de matières dangereuses. Un site publié par le BRGM permet d'évaluer simplement et rapidement les risques d'un bien localisé soit par son adresse soit par le numéro de sa parcelle.

#### Risques naturels
Certaines parties du territoire communal sont susceptibles d’être affectées par le risque d’inondation par débordement de cours d'eau, notamment l'Échez. La cartographie des zones inondables en ex-Midi-Pyrénées réalisée dans le cadre du XIe Contrat de plan État-région, visant à informer les citoyens et les décideurs sur le risque d’inondation, est accessible sur le site de la DREAL Occitanie. La commune a été reconnue en état de catastrophe naturelle au titre des dommages causés par les inondations et coulées de boue survenues en 1982, 1999, 2009 et 2014 et au titre des inondations par remontée de nappe en 2013,.
Nouilhan est exposée au risque de feu de forêt. Un plan départemental de protection des forêts contre les incendies a été approuvé par arrêté préfectoral le 21 avril 2020 pour la période 2020-2029. Le précédent couvrait la période 2007-2017. L’emploi du feu est régi par deux types de réglementations. D’abord le code forestier et l’arrêté préfectoral du 27 octobre 2014, qui réglementent l’emploi du feu à moins de 200 m des espaces naturels combustibles sur l’ensemble du département. Ensuite celle établie dans le cadre de la lutte contre la pollution de l’air, qui interdit le brûlage des déchets verts des particuliers. L’écobuage est quant à lui réglementé dans le cadre de commissions locales d’écobuage (CLE)

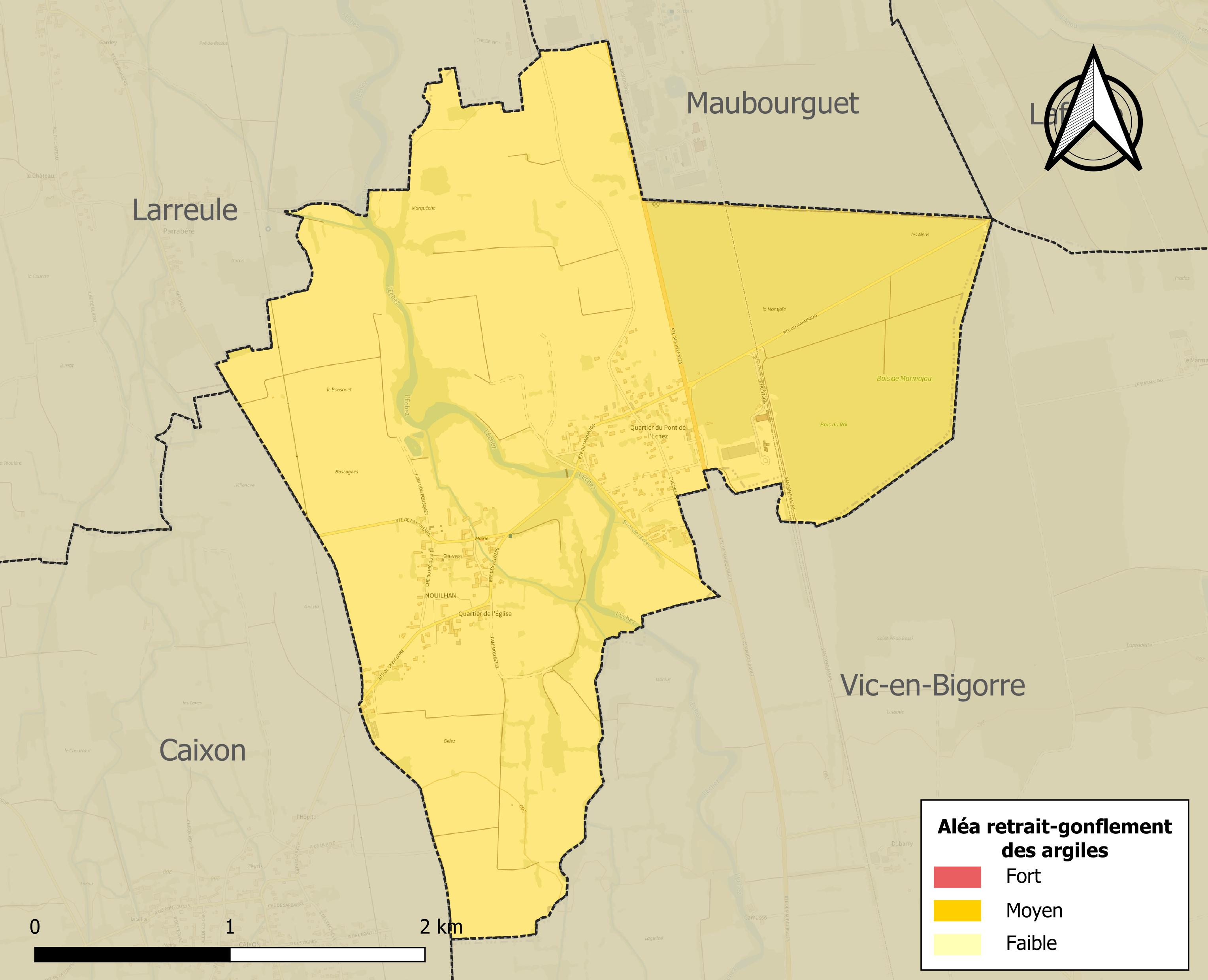
Carte des zones d'aléa retrait-gonflement des sols argileux de Nouilhan.

Les mouvements de terrains susceptibles de se produire sur la commune sont des tassements différentiels.
Le retrait-gonflement des sols argileux est susceptible d'engendrer des dommages importants aux bâtiments en cas d’alternance de périodes de sécheresse et de pluie. La totalité de la commune est en aléa moyen ou fort (44,5 % au niveau départemental et 48,5 % au niveau national). Sur les 102 bâtiments dénombrés sur la commune en 2019, 102 sont en aléa moyen ou fort, soit 100 %, à comparer aux 75 % au niveau départemental et 54 % au niveau national. Une cartographie de l'exposition du territoire national au retrait gonflement des sols argileux est disponible sur le site du BRGM,.
Par ailleurs, afin de mieux appréhender le risque d’affaissement de terrain, l'inventaire national des cavités souterraines permet de localiser celles situées sur la commune.
Concernant les mouvements de terrains, la commune a été reconnue en état de catastrophe naturelle au titre des dommages causés par des mouvements de terrain en 1999.

#### Risque technologique
Le risque de transport de matières dangereuses sur la commune est lié à sa traversée par une ligne de chemin de fer et une canalisation de transport d'hydrocarbures. Un accident se produisant sur de telles infrastructures est susceptible d’avoir des effets graves sur les biens, les personnes ou l'environnement, selon la nature du matériau transporté. Des dispositions d’urbanisme peuvent être préconisées en conséquence.

## Toponymie

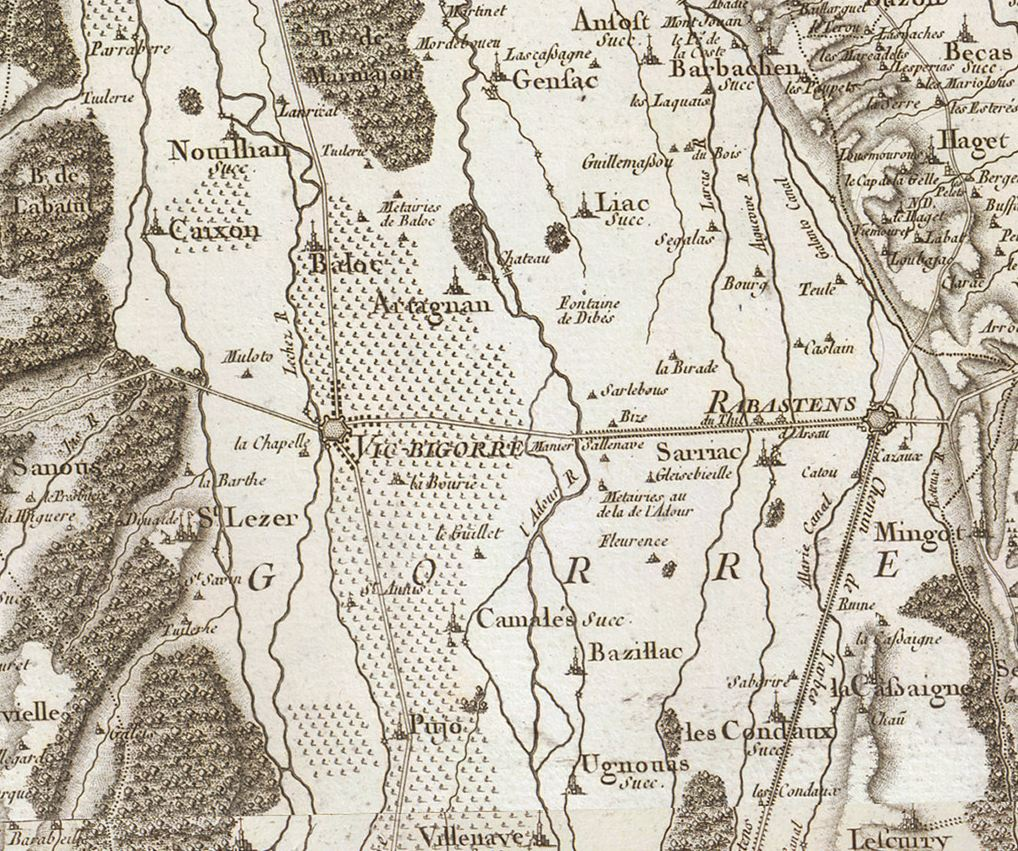
Extrait de la carte de Cassini (entre 1756 et 1789) situant Nouilhan au nord de Vic-en-Bigorre.

On trouvera les principales informations dans le Dictionnaire toponymique des communes des Hautes-Pyrénées de Michel Grosclaude et Jean-François Le Nail qui rapporte les dénominations historiques du village :
Dénominations historiques :
- Noalha, Noalla (XIIe siècle, cartulaire de Bigorre) ;
- De Noelhano, latin (1313, Debita regi Navarre) ;
- De Noillano, latin (1342, (pouillé de Tarbes) ;
- de Noalhano, latin (1379, Procuration Tarbes) ;
- Noelhan (1429, censier  Bigorre) ;
- Nouillan (1732, registres paroissiaux) ;
- Nouaillan (1772, ibid.) ;
- Nouilhan (fin XVIIIe siècle, carte de Cassini).

Étymologie : de préférence nom de domaine aquitano-romain, de Nobilis + suffixe anum (= domaine de Nobilis).
Nom occitan : Nolhan.

## Histoire
Le 15 novembre 2013, un fait divers choque tous les habitants de Nouilhan. Un ex militaire du nom de Jérémy Rimbaud tue un nonagénaire de la ville pour lui manger son cœur et sa langue.

### Cadastre napoléonien de Nouilhan
Le plan cadastral napoléonien de Nouilhan est consultable sur le site des archives départementales des Hautes-Pyrénées.

## Politique et administration

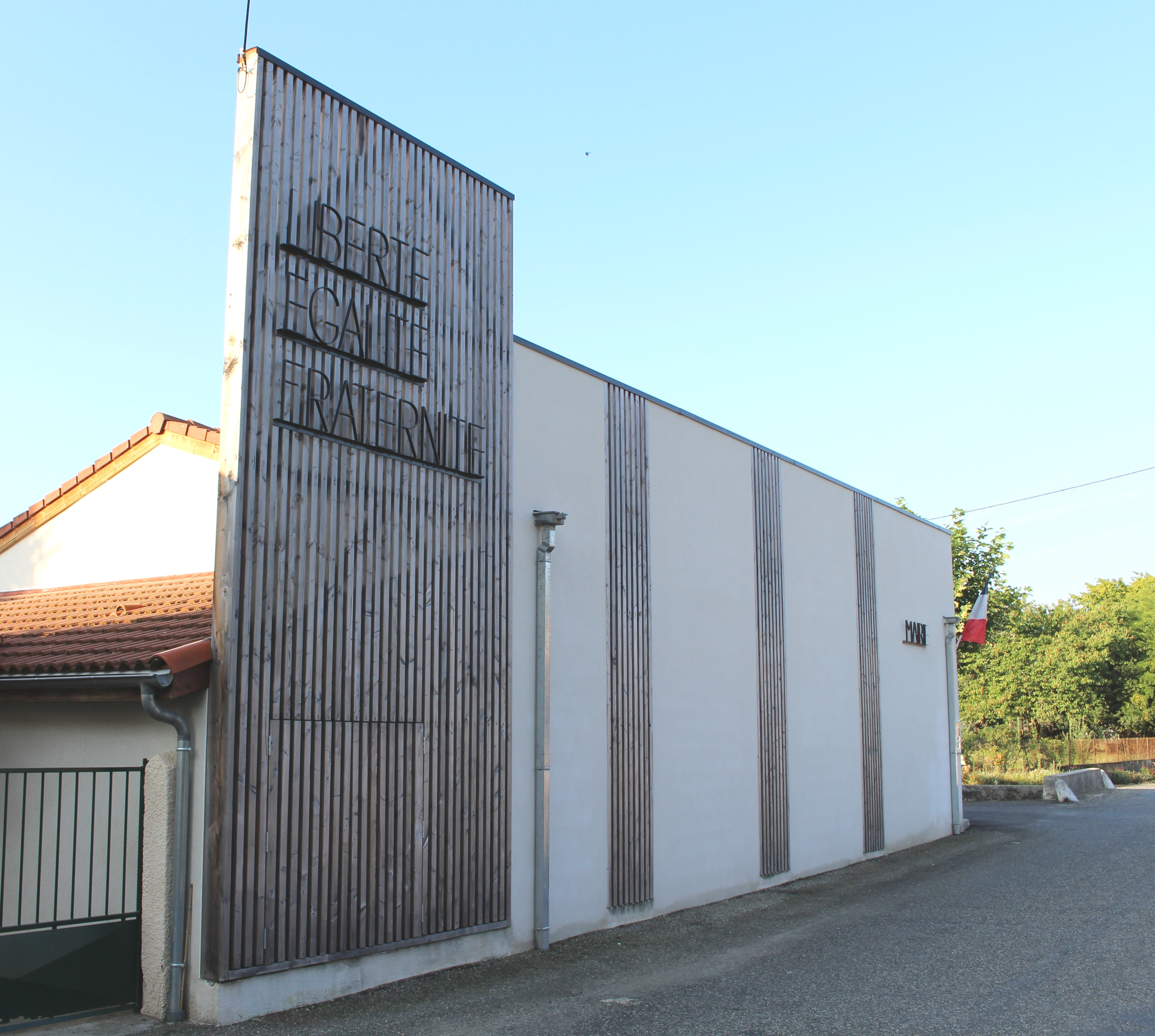
La mairie en 2016.

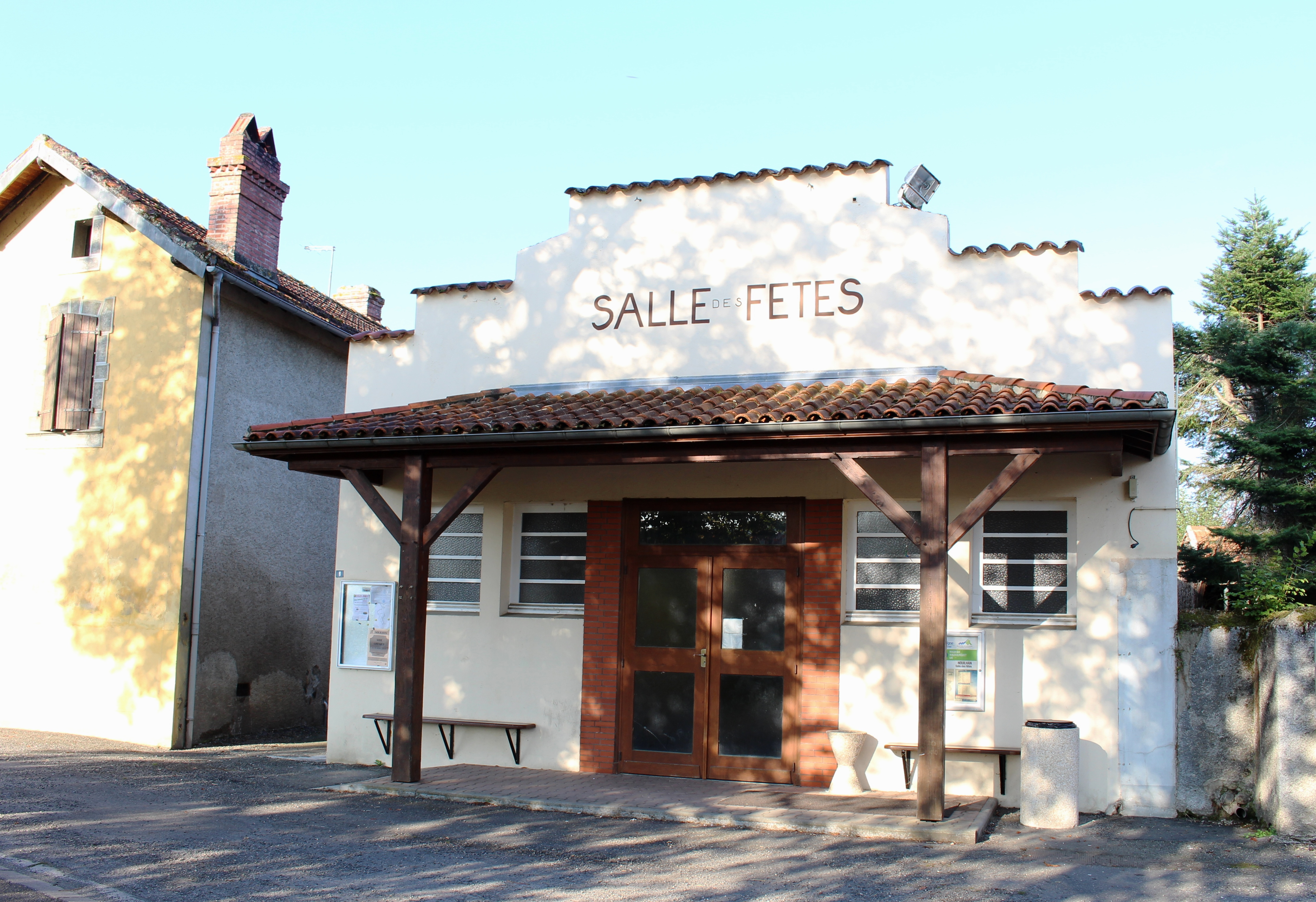
Le foyer rural en 2016.

### Liste des maires
| Période                                  | Période   | Identité          | Étiquette | Qualité |
| ---------------------------------------- | --------- | ----------------- | --------- | ------- |
| Les données manquantes sont à compléter. |           |                   |           |         |
|                                          |           |                   |           |         |
| mars 1995                                | mars 2001 | Christian Laporte |           |         |
| mars 2001                                | mars 2014 | Jean Duval        |           |         |
| mars 2014                                | mars 2020 | Jean-Louis Magni  |           |         |
| mars 2020                                | En cours  | Nathalie Iturria  |           |         |

### Rattachements administratifs et électoraux

#### Historique administratif
Pays et sénéchaussée de Bigorre, quarteron de Vic, comté de Parabère, canton de Vic-en-Bigorre (1790).

#### Intercommunalité
Nouilhan appartient à la communauté de communes Adour Madiran créée en janvier 2017 qui a la particularité de réunir 72 communes de Bigorre et Béarn.

## Population et société

### Démographie

#### Évolution démographique

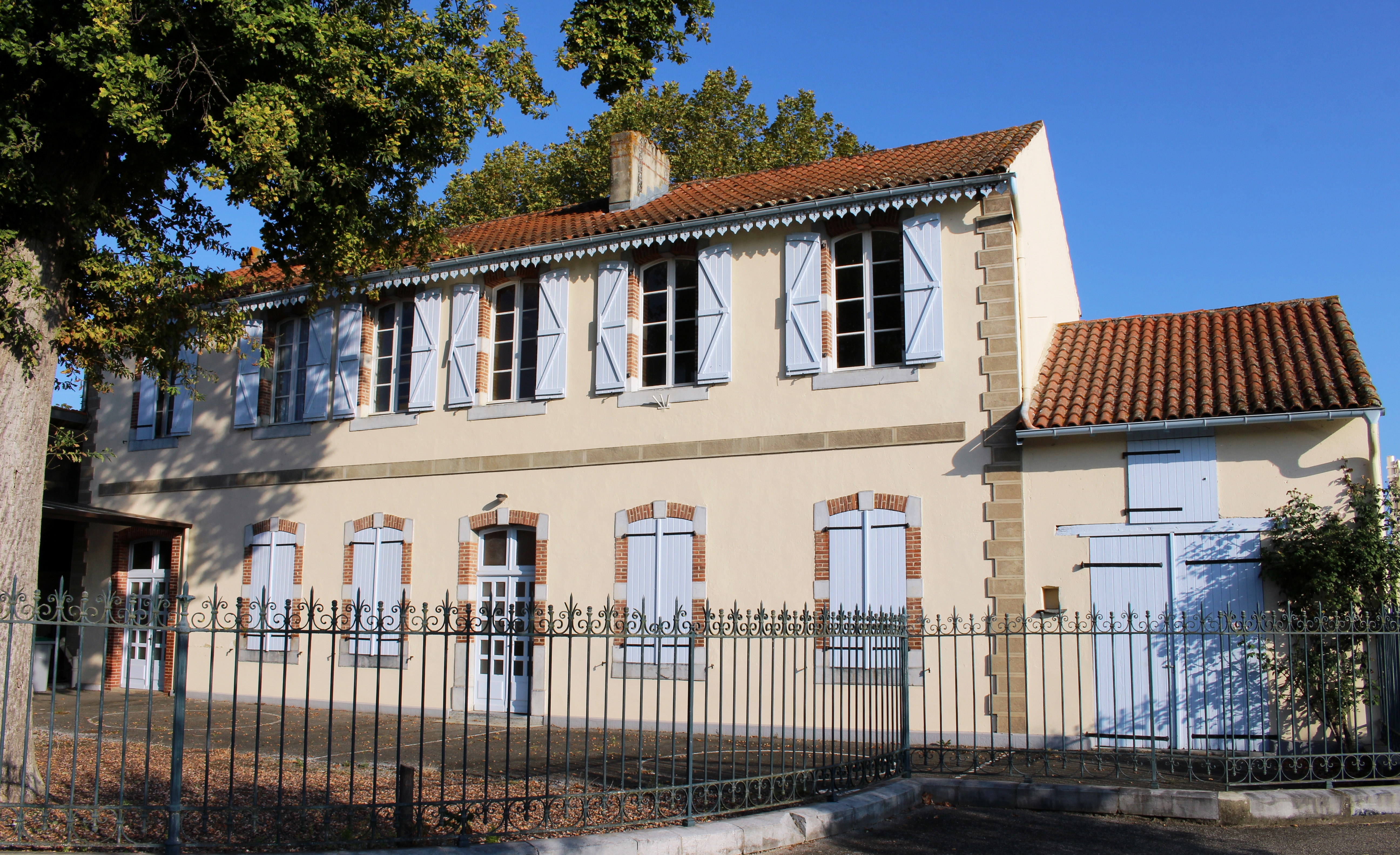
L’ancienne école en 2016.

| 1793 | 1800 | 1806 | 1821 | 1831 | 1836 | 1841 | 1846 | 1851 |
| ---- | ---- | ---- | ---- | ---- | ---- | ---- | ---- | ---- |
| 165  | 189  | 346  | 334  | 288  | 302  | 314  | 331  | 322  |

| 1856 | 1861 | 1866 | 1876 | 1881 | 1886 | 1891 | 1896 | 1901 |
| ---- | ---- | ---- | ---- | ---- | ---- | ---- | ---- | ---- |
| 259  | 241  | 238  | 235  | 227  | 209  | 220  | 210  | 216  |

| 1906 | 1911 | 1921 | 1926 | 1931 | 1936 | 1946 | 1954 | 1962 |
| ---- | ---- | ---- | ---- | ---- | ---- | ---- | ---- | ---- |
| 206  | 189  | 192  | 180  | 182  | 192  | 194  | 191  | 184  |

| 1968 | 1975 | 1982 | 1990 | 1999 | 2005 | 2006 | 2010 | 2015 |
| ---- | ---- | ---- | ---- | ---- | ---- | ---- | ---- | ---- |
| 187  | 163  | 154  | 182  | 175  | 178  | 181  | 205  | 196  |

| 2020 | 2022 | - | - | - | - | - | - | - |
| ---- | ---- | - | - | - | - | - | - | - |
| 224  | 230  | - | - | - | - | - | - | - |

### Enseignement
La commune dépend de l'académie de Toulouse. Elle ne dispose plus d'école en 2016.

## Économie

### Revenus
En 2018, la commune compte 95 ménages fiscaux, regroupant 216 personnes. La médiane du revenu disponible par unité de consommation est de 20 860 € (20 420 € dans le département).

### Emploi
|                | 2008  | 2013  | 2018  |
| -------------- | ----- | ----- | ----- |
| Commune        | 4,6 % | 7,1 % | 6,7 % |
| Département    | 7,7 % | 9,4 % | 9,8 % |
| France entière | 8,3 % | 10 %  | 10 %  |

En 2018, la population âgée de 15 à 64 ans s'élève à 124 personnes, parmi lesquelles on compte 70,9 % d'actifs (64,2 % ayant un emploi et 6,7 % de chômeurs) et 29,1 % d'inactifs,. Depuis 2008, le taux de chômage communal (au sens du recensement) des 15-64 ans est inférieur à celui de la France et du département.
La commune fait partie de la couronne de l'aire d'attraction de Tarbes, du fait qu'au moins 15 % des actifs travaillent dans le pôle,. Elle compte 28 emplois en 2018, contre 44 en 2013 et 44 en 2008. Le nombre d'actifs ayant un emploi résidant dans la commune est de 84, soit un indicateur de concentration d'emploi de 33,5 % et un taux d'activité parmi les 15 ans ou plus de 51,3 %.
Sur ces 84 actifs de 15 ans ou plus ayant un emploi, 16 travaillent dans la commune, soit 19 % des habitants. Pour se rendre au travail, 90 % des habitants utilisent un véhicule personnel ou de fonction à quatre roues, 3,3 % s'y rendent en deux-roues, à vélo ou à pied et 6,7 % n'ont pas besoin de transport (travail au domicile).

### Emplois, revenus et niveau de vie
Les 88 actifs habitant la commune de Nouilhan en 2011 représentent 68 % des 15-64 ans (total de la strate : 129 personnes).
De plus, on comptabilise 37 personnes exerçant leur métier dans la commune de Nouilhan.

### Entreprises et commerces
| Établissements                                                                 | Nouilhan (65330) |
| ------------------------------------------------------------------------------ | ---------------- |
| Nombre d'établissements actifs au 31 décembre 2012                             | 31               |
| Part de l'agriculture, en %                                                    | 35,5             |
| Part de l'industrie, en %                                                      | 3,2              |
| Part de la construction, en %                                                  | 22,6             |
| Part du commerce, transports et services divers, en %                          | 32,3             |
| dont commerce et réparation automobile, en %                                   | 12,9             |
| Part de l'administration publique, enseignement, santé et action sociale, en % | 6,5              |
| Part des établissements de 1 à 9 salariés, en %                                | 19,4             |
| Part des établissements de 10 salariés ou plus, en %                           | 3,2              |

Champ : ensemble des activités.
Source : Insee, CLAP (connaissance locale de l'appareil productif).

### Équipements et infrastructures
- La mairie ou maison communale se situe route de la Fontaine sur l’axe principale de la commune de Nouilhan.
- Une aire de repos et de pique-nique a été aménagée en orée du bois, le long de la D 935, pour la halte des automobilistes.
- Une salle des fêtes ou foyer rural est présente au sein de la commune.

## Voir aussi

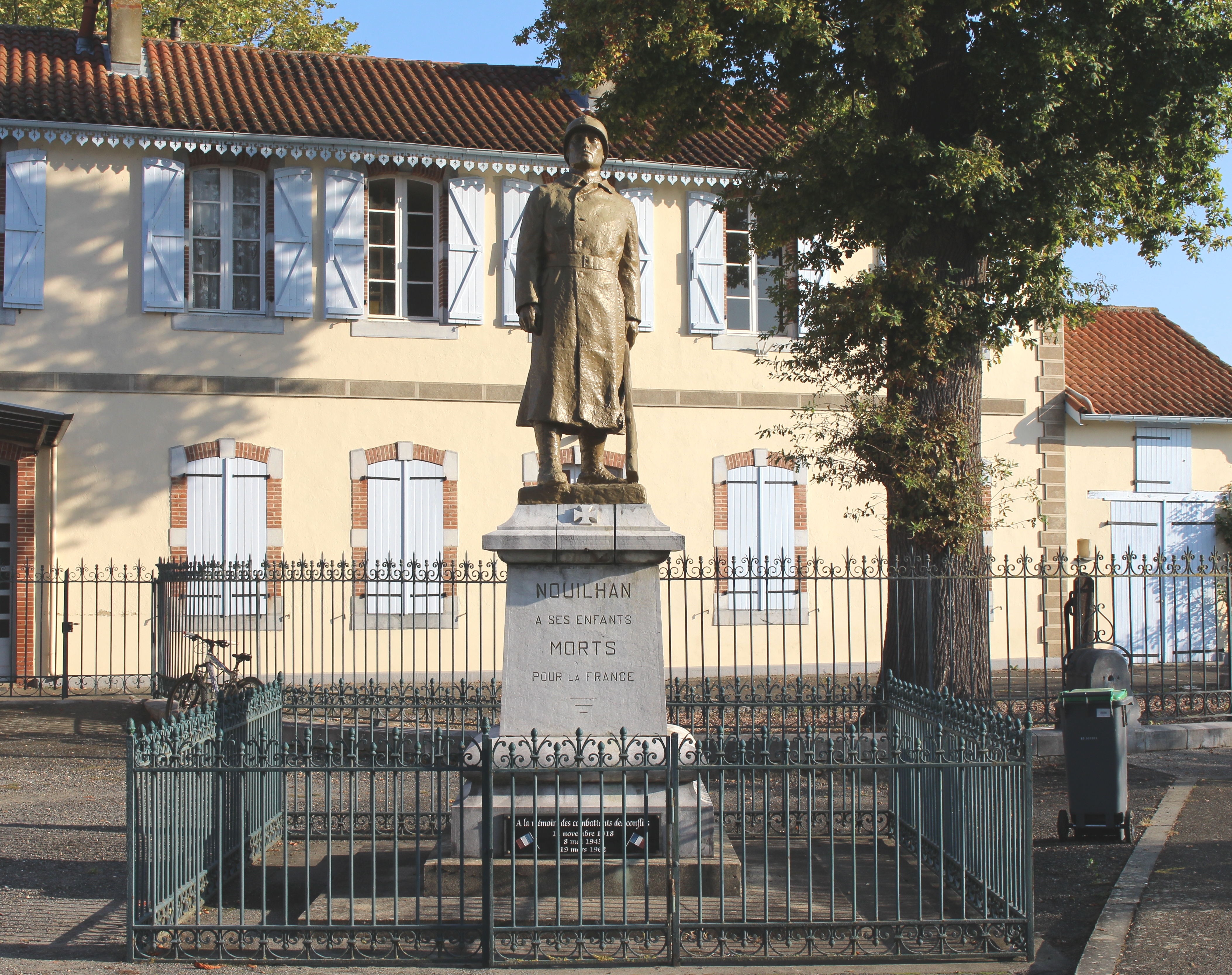
Le monument aux morts municipal, œuvre de Martial Caumont.

## Culture locale et patrimoine

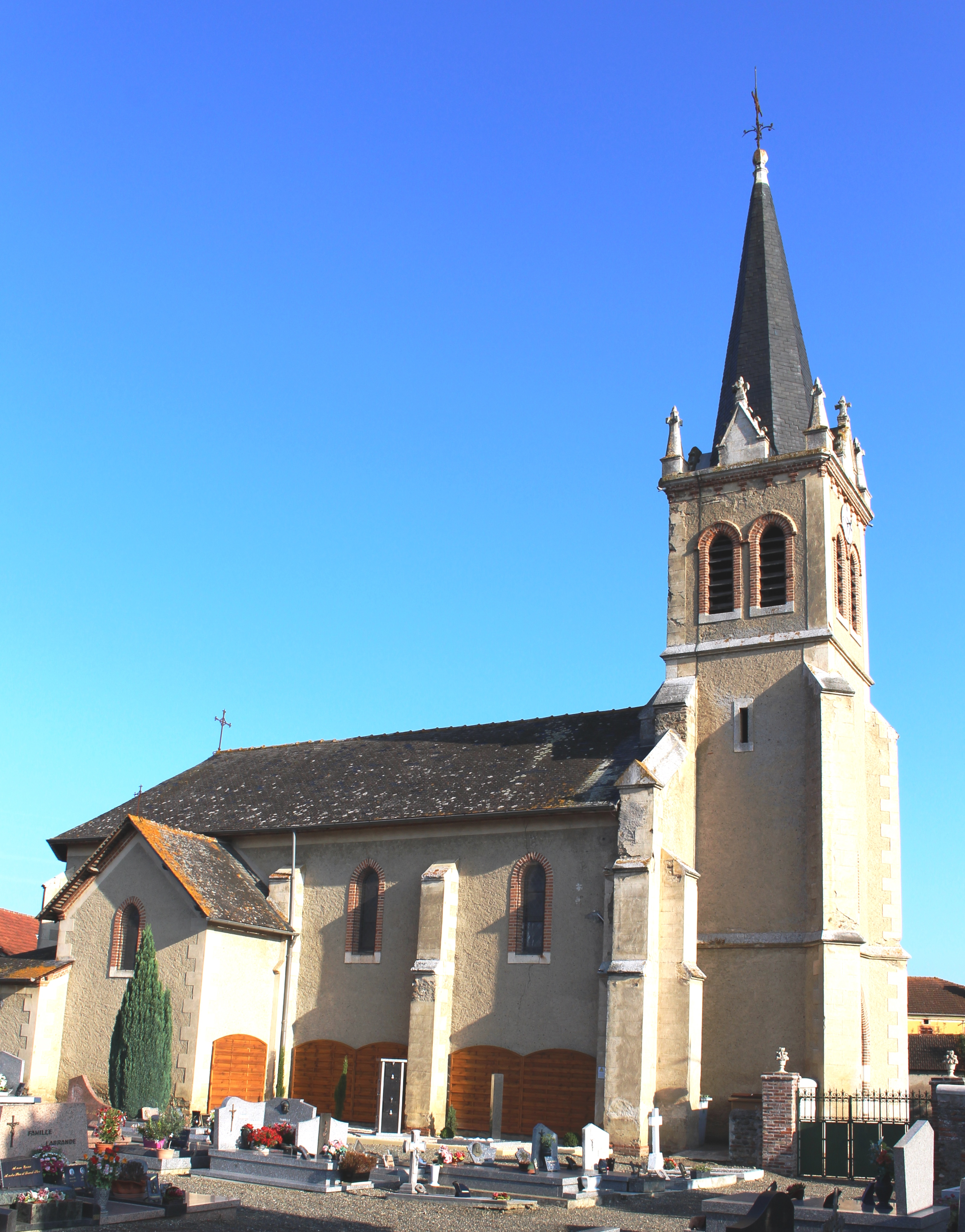
L'église Saint-Lézer en 2016.

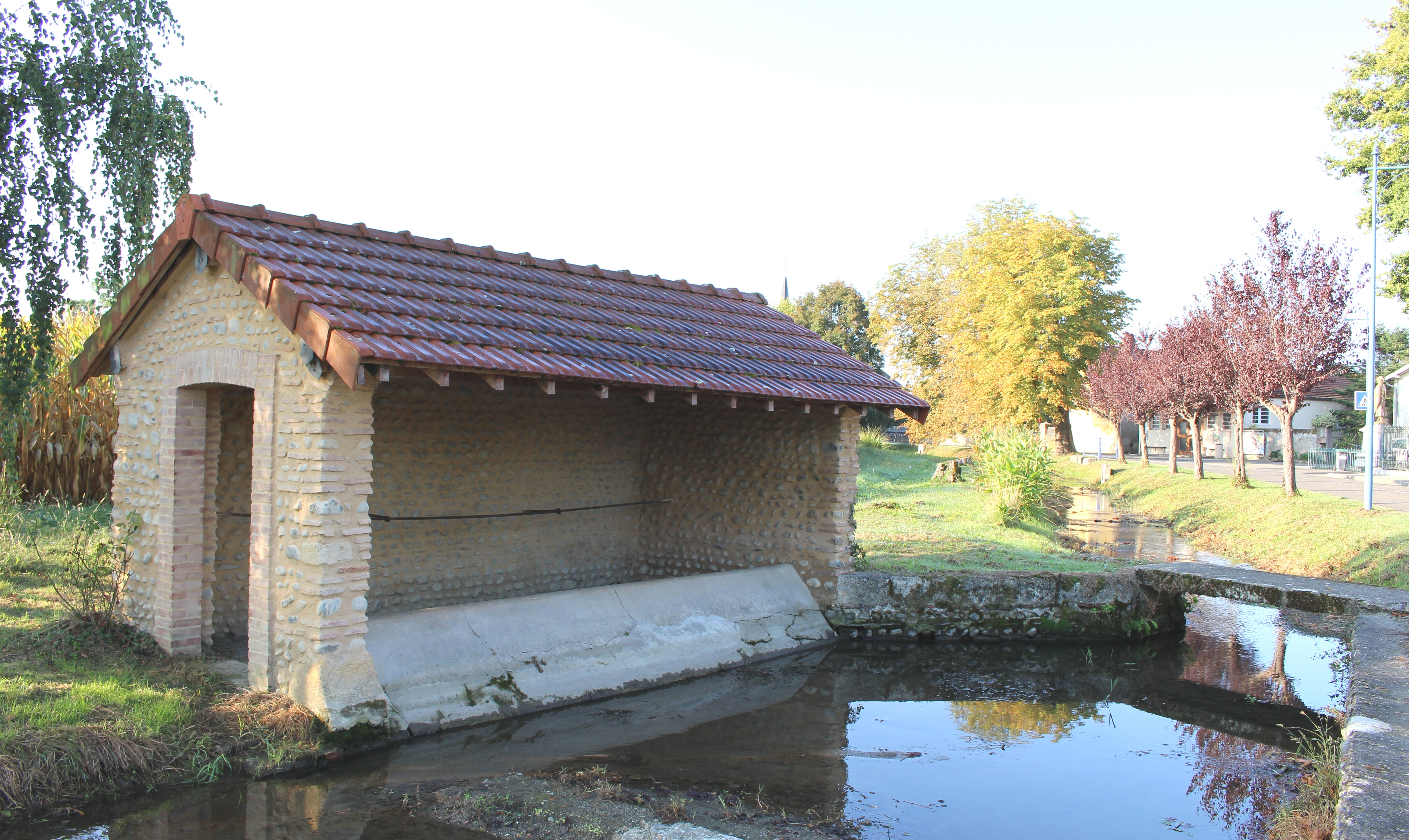
Le lavoir en 2016.

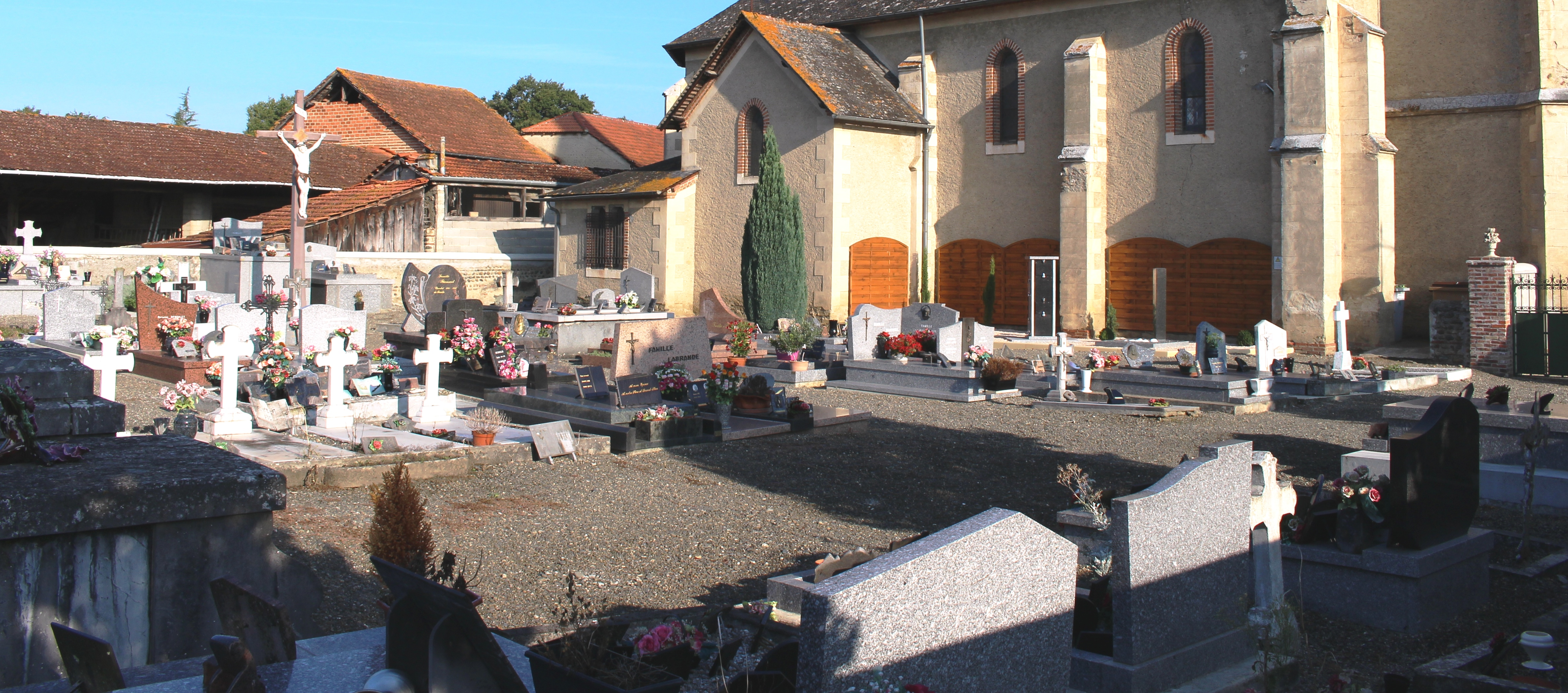
Le cimetière.

### Lieux et monuments
- Église Saint-Lézer de Nouilhan.
- Lavoir.
- Moulin.

### Héraldique
| Blason | Blasonnement : d'or à la barre ondée d'azur accompagnée en chef d'un léopard de gueules et en pointe d'un chêne au naturel, au pont isolé de cinq arches aussi d'or, maçonné de sable, brochant en abîme sur la barre. Commentaires : ce blason est officiel (vérifié auprès de la mairie). |